# Пролаз дивова
Пролаз дивова (ир. Clochán an Aifir or Clochán na bhFómharach) подручје је од 40.000 спојених базалтних стубова који су настали вулканском ерупцијом у палеогену (пре 50—60 милиона година). Налази се у округу Антрим на североисточној обали Северне Ирске, око 3 километра северно од града Бушмиллса.
Врхови стубова формирају степенице које воде од подножја литице и нестају под морем. Већина стубова је шестоугаона, мада неке имају четири, пет, седам или осам страна. Највиши стубови су високи око 12 m (39 ft), а очврснута лава у литицама је местимично дебела 28 m (92 ft)
Године 1986, уписан је на Унесков списак места светске баштине у Европи као јединствен пример брзог хлађења базалтне лаве продирући кроз кречњачки плато, при томе попуцавши вертикално у облику спојених стубова. Данас овом најпопуларнијом туристичком атракцијом у Северној Ирској управља Државно поверенство, при чему је прихваћено преко 998,000 посетилаца 2019. године. Приступ Пролазу дивова је бесплатан: није неопходно ићи преко центра за посетиоце, који се наплаћује. Остатак локације је у власништву Крунског поседа и неколико приватних земљопоседника.

## Одлике
Базалтни стубови чине степенасту литицу која урања у Ирско море. Већина стубова је хексагоналног облика, иако има и стубова с мањим бројем страница. Највиши су 12 метара високи, а окамењена лава је на неким местима дебела 28 метара. Неки делови су добили популарна имена као што су: „Дивовска чизма”, „Дивово око”, „Пастирске стубе”, „Саћe”, „Дивовске оргуљe”, „Накупине димњака”, „Дивовска врата” и „Девина грба”.
У средњем веку сковала се легенда како је Пролаз дивова изградио ирски ратник Фин мекКул како би се борио против свог шкотског ривала Бенандонера. Одатле потиче његов назив — „Пролаз дивова”.
Локалитет је постао познат у 18. веку, а у 19. веку је постао велика туристичка атракција с привлачном зоном за пешаке који могу да ходају преко врхова стубова 800 метара од улаза до самог мора. Стене Пролаза дивова биле су погубне за неколико бродова, од којих је најзначајнији Гирона који се овде насукао у октобру 1588. године за време снажног северозападног ветра, и притом је страдало око 1.200 људи. Само је пет људи преживело и њихови потомци и данас живе у околини. Гирона је била галија шпанске армаде која је спасила посаде две преостале олупине због чега је била јако преоптерећена. Кад јој је пукло кормило настала је трагедија.

## Геологија
Пре око 50 до 60 милиона година, током палеоценске епохе, на Антриму се одвијала интензивна вулканска активност, при чему је високо флуидни отопљени базалт продро кроз кредну основу и формирао екстензивни лавни плато. Како се лава хладила, долазило је до контракције. Хоризонтална контракција је узроковала пуцање на начин сличан сувом блату, са процепима који су се ширили са хлађењем масе, остављајући структуре налик на степениште, које су исто тако хоризонтално испуцале у „биските”. У многим случајевима хоризонтална фрактура је произвела доњу страну која је конвексна, док је горње лице доњег сегмента конкавно, чиме су формирани такозвани састави „кугле и утичнице”. Величина стубова је првенствено одређена брзином којом се лава вулканске ерупције хладила. Екстензивна мрежа фрактура је произвела особене стубове који су видљиви у данашње време. Овај базалт је оригинално био део великог вулканског платоа званог Талански плато, који је формиран током палеоцена.

## Туризам
Бискуп од Дерија је посетио ово место 1692. Постојање ове локације објављено је широм света следеће године презентацијом рада Краљевском друштву од сер Ричарда Балклија, члана Тринити колеџа у Даблину. Пролаз дивова је привукао међународну пажњу када је уметница из Даблина Сузана Друри направила акварелне слике о њему 1739. године. Тим радом је она освојила прву награду коју је доделило Краљевско даблинско друштво 1740. године, а дело је угравирано 1743. године. Године 1765, у 12. тому Француске енциклопедије појавио се запис о овој локацији, који је био заснован на гравурама Друријевог дела; гравура „Источног проспекта“ појавила се у свесци плоча из 1768. објављеној за Encyclopédie. У натпису на плочама, француски геолог Никола Десмарест сугерисао је, по први пут у штампи, да су такве структуре вулканског порекла.

### Центар за посетиоце
Ова локација је била без сталног центра за посетиоце између 2000. и 2012. године, пошто је претходна зграда, изграђена 1986. године, изгорела 2000. године. Док је тадашња министарка за животну средину и чланица DUP-а Арлен Фостер дала прелиминарну сагласност за јавно финансирану (и приватно извођену) изградњу 2007. године, јавно финансирање је замрзнуто због уоченог сукоба интереса између предложеног приватног инвеститора и  DUP. Ултиматно, приватни извођач радова је одустао од правног оспоравања плана који се финансира из јавних средстава, и нови центар за посетиоце је званично отворен до 2012. године. Његову изградњу финансирали су Национални фонд, Туристичка заједница Северне Ирске, Херитиџ лутријски фонд и јавне донације. Од отварања, нови центар за посетиоце добио је мешовите критике оних који посећују локацију, због цене, дизајна, садржаја и положаја преко дела локације. Године 2018, центар је посетило 1.011.473 људи.
Било је контроверзи у вези са садржајем неких експоната у центру за посетиоце, који се односе на креационистичко виђење у погледу старости Земље. Док је председавајући Северноирске евангелистичке групе, Фондација Калеб, поздравио ове додатке, Национални фонд је навео да тај садржај чини само мали део изложбе и да Траст „у потпуности подржава научно објашњење за стварање камења пре 60 милиона година." Интернет кампања за уклањање креационистичког материјала покренута је 2012. године, а након тога, Траст је извршио ревизију и закључио да их треба изменити како би имали научно објашњење о пореклу локације као њихов примарни нагласак. Креационистичка објашњења се и даље помињу, али се представљају као традиционално веровање неких верских заједница, а не као конкурентско објашњење за настанак локације.

## Галерија
- Сузана Друри, Поглед на пролаз дивова, 1768, бакропис
- Пролаз дивова 1890-их
- „Дивовске оргуље”
- „Дивовска чизма”